# Володзько, Павел Васильевич
Па́вел Васи́льевич Володзько́ (1888, Слуцк — 9 марта 1951, особый лагерь МВД № 6, Воркута) — заместитель наркома внутренних дел Казахской ССР (1937—1939); майор государственной безопасности (1935). Входил в состав особой тройки НКВД СССР. Признан не подлежащим реабилитации.

## Биография
Из белорусской семьи ремесленников; получил среднее образование.
В 1908 — 1917 годах работал писарем, делопроизводителем в уездном суде Слуцка, затем — секретарём волостного земельного управления, комиссаром 1-го участка Слуцкого уезда, помощником комиссара при ревкоме Слуцкого уезда. Состоял в РКП(б) с 1918 года.
В органах ВЧК-ГПУ-НКВД с 1918 года: секретарь и председатель Слуцкой уездной ЧК, особоуполномоченный по следствию, начальник юридического отдела, начальник Секретно-оперативной части Оренбургской, затем Турчайской губЧК; в 1920 году — секретарь Пятигорской городской ЧК; в 1921—1922 годы — секретарь и начальник общей части, начальник Секретно-оперативной части Донской ЧК.
С 1923 года — начальник Секретно-оперативной части Горского областного отдела ГПУ (в том числе с 20 по 30 ноября 1923 врио начальника облотдела); с 14 марта по 7 ноября 1924 года — начальник Горского областного отдела ГПУ, член окружного бюро ВКП(б) во Владикавказе. 25 августа 1923 года в соответствии с планом, утверждённым начальником Чеченского отдела ОГПУ С. Н. Мироновым-Королем, начальником секретно-оперативной части ОГПУ Э. Э. Крафтом и начальником 1-го отдела Павловым, группа Володзько в составе 230 сабель и 150 штыков проводила операцию по поимке повстанцев в ингушских селах Галашкинского района и сопредельных сёлах Чечни.
В 1925—1926 годах — начальник Секретного отдела полномочного представительства ОГПУ по Северо-Кавказскому краю. Имел репутацию липача и фальсификатора «дел» среди коллег-чекистов.
С 1926 года служил в западных областях России: помощник начальника, начальник Секретно-оперативной части Смоленского губотдела ОГПУ; с 1929 года — помощник начальника Брянского губернского/окружного отдела ОГПУ, член президиума окружного комитета и член бюро Брянского горкома ВКП(б); с 1930 года — начальник Секретного отдела полномочного представительства по Западной области.
С 1932 года служил в Казакской АССР: начальник Алма-Атинского облотдела, второй заместитель полномочного представителя ОГПУ по Казахстану; с 1934 года — заместитель начальника УНКВД Казакской ССР. 5.12.1935 присвоено звание майора государственной безопасности.
С января 1937 по январь 1939 — заместитель наркома внутренних дел Казахской ССР. Со 2 ноября 1937 года одновременно — председатель «тройки» Алма-Атинской области (приказ НКВД № 49729 от 4.11.1937). П. В. Володзько и его начальник Л. Б. Залин принимали личное участие в допросах видных партийных и советских работников, ряда сотрудников госбезопасности республики, представителей творческой интеллигенции, в том числе Сакена Сейфуллина. Как заместитель наркомов НКВД КазССР Л. Б. Залина и С. Ф. Реденса несет полную ответственность за массовые репрессии в республике в 1937—1938 годах.
Избирался депутатом Верховного Совета Казахской ССР.

### Арест и смерть
7 января 1939 года арестован органами НКВД по обвинению в «участии в к.-р. организации в НКВД СССР». 9 мая 1939 года осуждён ВКВС СССР к лишению свободы в ИТЛ сроком на 15 лет с поражением в правах на пять лет и с конфискацией имущества по статьям ст. 58/1 п. «а» («измена Родине»); ст. 58/7 («вредительство»); ст. 58/11 («участие в антисоветской организации в органах НКВД»); ст. 17-58-8 («террор») УК РСФСР.
9 марта 1951 года умер в Особом лагере № 6 МВД СССР в Воркуте, отбывая наказание. 27 марта 2014 года Судебной коллегией по делам военнослужащих Верховного Суда РФ признан не подлежащим реабилитации.

## Награды
- Орден Красной Звезды (19.12.1937)[1] (лишен указом Президиума ВС СССР от 19.2.1940 г.)[6].

## Глазами современников
Однажды кто-то вошел к нам в барак и сообщил, что в Котлас прибыл «Московский этап». Все высыпали из бараков, чтобы посмотреть, нет ли среди прибывших друзей, родственников, узнать московские новости. Этапных ввели в нашу зону. В первой колонне этапа я узнал бывшего замнаркомвнутдела НКВД Казахстана майора Володзько Павла Васильевича, который подписывал ордер на мой арест. Должен сказать, что никакой злобы я почему-то не почувствовал к Володзько, так как был уверен, что подписывал он эти ордера с большой душевной травмой. Он был лишь «топором» в руках.
Когда все разошлись по баракам, я подошел к Володзько. Он, не ожидая встречи, немного растерялся.
На мой вопрос, какими материалами он располагал для моего ареста, он ответил: «Никакими». Меня арестовали по приказанию наркомвнудела Казахстана Реденса. Этот Реденс прибыл в Казахстан из Москвы в июне 1938 г. по поручению Берия и начал громить партийную организацию. Он арестовывал всех ответственных работников, начиная от секретарей ЦК и кончая работниками милиции. Володзько рассказал мне, что на вопрос, как быть, если нет оснований для ареста, Реденс ответил:

— Нужно бить беспощадно, тогда будут сознаваться.— Из книги П. С. Дворкина «Годы, вырванные из жизни»